# 赫連達
赫連 達（かくれん たつ、? - 573年）は、中国の西魏・北周の軍人。字は朔周。本貫は盛楽郡。赫連勃勃の末裔にあたる。

## 経歴
若くして賀抜岳の征戦に従って功績を挙げ、都将に任じられ、長広郷男の爵位を受け、都督に転じた。534年、賀抜岳が侯莫陳悦に殺害されると、趙貴が宇文泰を後継者に迎えるよう発議し、赫連達も賛同した。侯莫陳悦が平定されると、平東将軍を加えられた。孝武帝が関中に入ると、赫連達の爵位は魏昌県伯に進んだ。
儀同の李虎の下で曹泥を討ち、鎮南将軍・金紫光禄大夫に任じられ、通直散騎常侍を加えられた。535年、宇文泰の下で弘農を奪回し、沙苑で戦い、いずれも功績を挙げた。白水郡太守となり、帥都督に転じ、持節を加えられ、渭州刺史に任じられた。雲州刺史に転じ、爵位は公に進み、大都督に任じられた。まもなく儀同三司の位を受けた。
551年、大将軍の達奚武の下で漢中を攻めた。南朝梁の宜豊侯蕭循が防戦したが、後に降伏を打診してきた。達奚武が諸将に進退を問うた。開府の賀蘭願徳らは梁軍の食糧が尽きているのを見て、急攻して漢中を奪取するよう主張した。赫連達は「戦わずして城を獲るのは、策の上なるものである」と主張した。開府の楊寛らが赫連達の議論に賛同し、達奚武は蕭循の降伏を受け入れた。凱旋すると、驃騎大将軍・開府儀同三司に転じ、侍中を加えられ、爵位は藍田県公に進んだ。
556年、六官が建てられると、赫連達は左遂伯の位を受けた。隴州刺史として出向した。561年、大将軍・夏州総管・三州五防諸軍事に転じた。赫連達は文吏の才能はなかったが、地方官としては実直で、法度を守り、刑罰を濫用せず、身辺は清廉であった。辺境の少数民族たちにも敬愛され、羊を贈られると、絹布を贈り返した。役人は官の物を用いるよう勧めたが、赫連達は「羊を自分の台所に入れ、物は官庫の物を出すのは、上を欺くというものである」と言って自前の絹布で贈答していた。まもなく爵位は楽川郡公に進んだ。573年、位は柱国に進み、死去した。
子の赫連遷が後を嗣ぎ、大将軍・蒲州刺史に上った。

## 伝記資料
- 『周書』巻27 列伝第19
- 『北史』巻65 列伝第53